# Virginia Slims
Virginia Slims är smala cigaretter i liten förpackning. Cigaretternas omkrets är 23 mm och de säljs i två längder, 100 mm och 120 mm. Virginia Slims Superslims har en omkrets på 21 mm. Cigarettmärkets slogan är "You've come a long way, baby!".